# Liste der Pröpste des Kollegiatstifts St. Peter und Alexander in Aschaffenburg

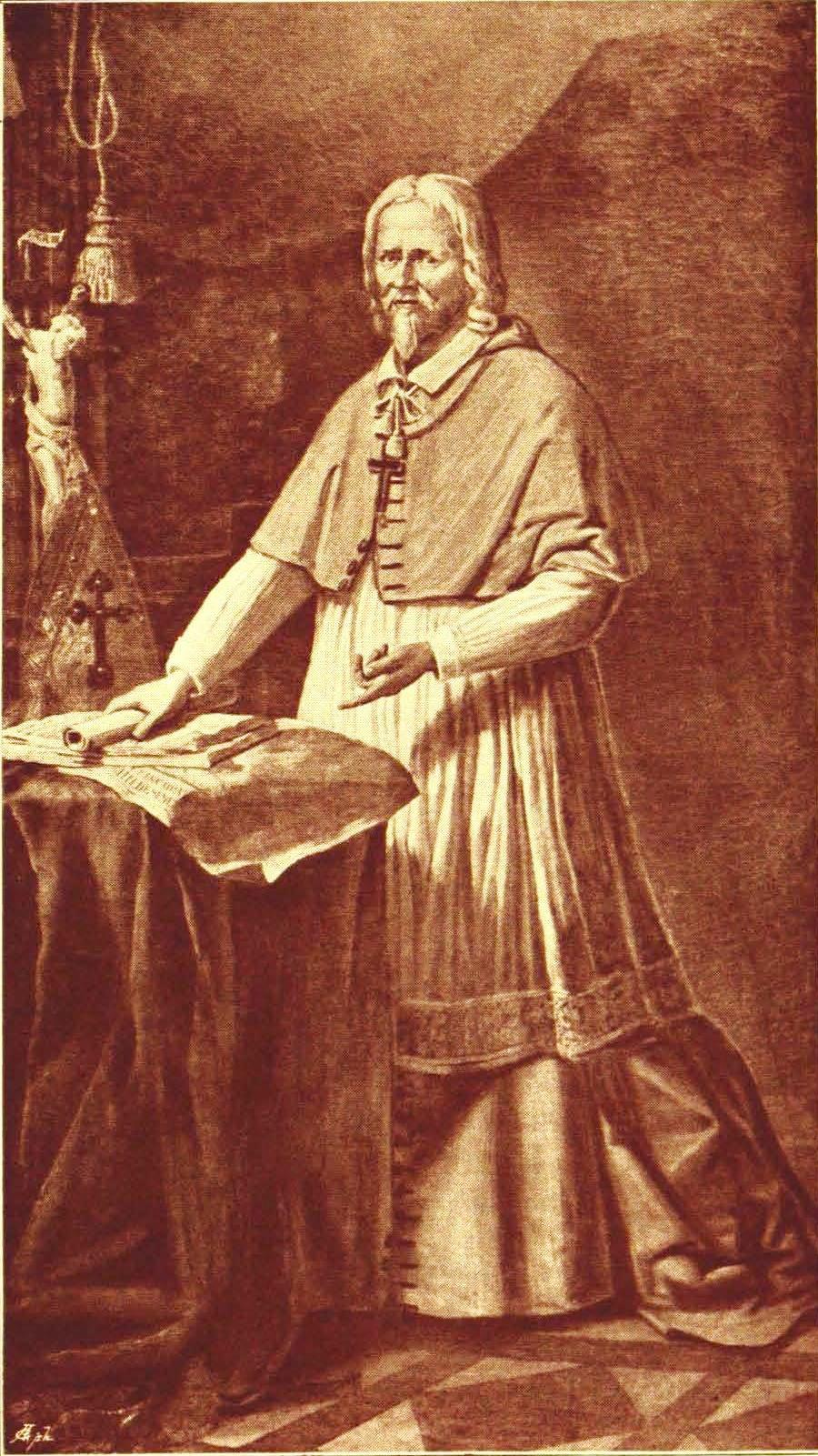
Valentin von Teutleben, einer der letzten Pröbste des Stiftes und später Bischof von Hildesheim.

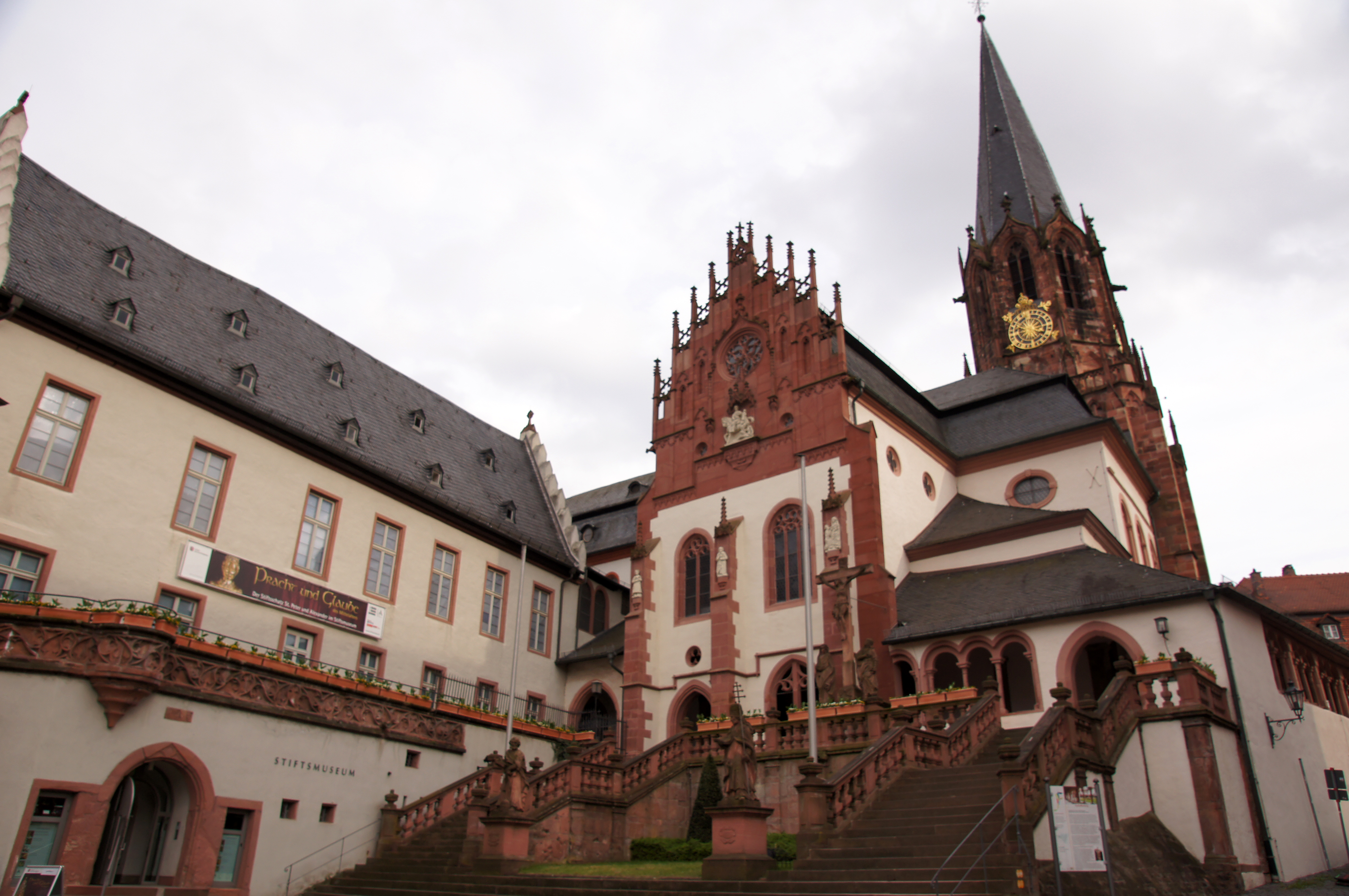
Stiftskirche und Kapitelhaus

In der Liste der Pröpste des Kollegiatstifts St. Peter und Alexander in Aschaffenburg werden die bekannten Pröpste des Stifts von der Gründung im 10. bis zu seiner Auflösung Ende des 16. Jahrhunderts aufgeführt, die Geschichte des Stifts umrissen und das Wirken der verschiedenen Pröbste kurz erläutert.
Ein Propst war der Leiter der äußeren Angelegenheiten des Stiftskapitels (Stiftspropst), sofern die Kapitelstatuten nichts anderes bestimmten. Er war besonders im Mittelalter häufig Archidiakon eines bestimmten Sprengels einer Diözese. Pröpste erfreuten sich in der alten Reichskirche vor der Säkularisation, zum Teil auch noch vor dem II. Vaticanum einiger Pontifikalien. Stiftspropst bezeichnet den Vorsteher einer Gemeinschaft von Kanonikern eines Kollegiatstifts. Im Mittelalter war es nicht notwendig, dass der Propst selbst Geistlicher war; häufig wurde dieses Amt von Adligen übernommen, da es mit großen Pfründen verbunden war. Ein weiterer Vorteil war, dass der Propst in der Regel von der Residenzpflicht befreit war. Wurde der Propst noch bis ins 11. Jahrhundert vom Erzbischof eingesetzt, so emanzipierte sich das Kapitel zunehmend und wählte später seinen Leiter selbst durch freie Wahl. Dies führte jedoch mehr und mehr zu Spannungen, da auch die Kurie versuchte, starken Einfluss zu nehmen und durch den direkten Eingriff der Päpste wurden die Posten häufig durch Kuriale, vielfach Kardinäle, besetzt. Der Kampf um den Einfluss verschiedener Interessengruppen führte manchmal zu schnellem Wechsel der Propststellen oder sogar zu Doppelbesetzungen.

## Zur Geschichte des Kollegiatstifts
Spätestens im Jahre 957 erfolgte die Gründung des Kollegiatstifts St. Peter und Alexander in Aschaffenburg durch Herzog Liudolf von Schwaben (um 930–957), dem ältesten Sohn des sächsischen Herzogs und ostfränkischen Königs Otto des Großen und Edgitha von England. Er heiratete um die Jahreswende 947/948 Ida (Ita), das einzige Kind des Schwabenherzogs Hermann und dessen Gemahlin Regelinda.
Vermutlich handelt es sich nicht um eine völlige Neugründung, sondern um eine Umwandlung des seit der Karolingerzeit bestehenden Benediktinerkloster in ein Kanonikerstift.
Um 974/75 wurde das Stift mit Schenkungen Kaiser Otto II. ausgestattet, 980 wurde Altmannus als erster Propst des Kollegiatstifts St. Peter und Alexander urkundlich erwähnt.
Mit der Übergabe Aschaffenburgs an das Bistum Mainz durch das Vermächtnis Herzog Ottos (982) kam auch das Stift unter die Obhut des Mainzer Erzbischofs Willigis. Der Aufstieg Aschaffenburgs (Stadtrecht ab 1161) zum Zweitsitz der Mainzer Erzbischöfe und zur späteren Verwaltungshauptstadt ist eng verbunden mit der zunehmenden Bedeutung der Stiftskirche als Hauptkirche des Ortes und der verstärkten Anbindung des Stifts an das Mainzer Domkapitel. Dies erfolgte in mehreren Phasen: Erst durch die Wahl zweier Stiftspröpste auf den Erzbischofsstuhl nach Mainz (Markolf 1141 und Arnold von Selenhofen 1153), später umgekehrt durch die Besetzung des Propstamts ausschließlich aus dem Domkapitel (ab 1262), schließlich wurde ab 1588 der Mainzer Erzbischof automatisch auch Stiftspropst des Kollegiatstifts Aschaffenburg.
Das Kapitel resignierte die Propstei zugunsten Erzbischofs Wolfgang von Dalberg, der sie für immer für den erzbischöflichen Stuhl inkorporierte. Der Historiker Valentin Ferdinand Gudenus (1679–1758) schrieb darüber: „Hiermit war die Propstei Aschaffenburg welche die reichste und fetteste Pfründe Deutschlands war, tatsächlich aufgehoben.“
Mit der Auflösung von Kurmainz 1801 wurde auch das Stift durch den letzten Erzbischof und späteren Großherzog von Frankfurt, Karl Theodor von Dalberg, 1802 mit der Säkularisation in Bayern aufgelöst.

## Liste der Pröpste des Kollegiatstifts St. Peter und Alexander
| Name                                           | von      | bis     | Bild | Bemerkungen |
| ---------------------------------------------- | -------- | ------- | ---- | --- |
| Altmannus                                      |          | um 980  |      | Urkundlich erwähnt, wonach Kaiser Otto II. am 4. November 980 auf Bitten des Erzbischofs Willigis einen Zehnt von einem Landgut in Mainaschaff („predium Ascaffa“) an das Stift, vertreten durch „Altmanni capellari“ übertragen haben soll (Thiel Nr. 10 (Unecht), S. 44ff). |
| Emmerich (Embricho)                            |          |         |      | An seinem Jahrtag 23. Juni wurden 22 solidi Heller vom Weinberg bei Weibersbronn gegeben. Leider ist das Todesjahr nicht vermerkt. |
| Buggo                                          |          | 1115    |      | Verfasser eines Verzeichnisses der Stiftspröpste (bereits 1882 nicht mehr vorhanden), 1115 als Burchard II. (Bucco von Ahorn), Bischof von Worms (Gudenus II, S. 309). |
| Marcolfus                                      | vor 1127 | 1141    |      | 1127 ernannte er zwei Censualen für das Schenkungsamt und das Marschallamt (Stäbler), wird 1130, 1131, 1133 und 1141 als Zeuge erwähnt; 1141 zum Erzbischof von Mainz gewählt, † 9. Juli 1142 |
| Arnold I. von Selenhoven                       | vor 1147 | 1153    |      | Als Propst von St. Petri 1147 erstmals genannt, einige Urkunden später geht hervor, dass er Propst in Aschaffenburg war. 1153 zum Erzbischof von Mainz gewählt; am 23/24. Juli 1160 wurde er von einer Rotte revolutionärer Mainz Bürger im Kloster St. Jakob zu Mainz ermordet. |
| Arnold II.                                     | 1157     | 1161    |      | In der Urkunde vom 27. März 1160 weist Erzbischof Arnold von Selenhofen den Aschaffenburger Kanoniker Heinrich auf Bitten des Stiftspropstes Arnold an, den früheren Platz des Münzers Wikmann neben der Stiftskirche zum Bau einer Kurie zu erwerben (Thiel Nr. 23, S. 105). |
| Heinrich                                       | 1170     | 1171    |      | Erzbischof Christian I. von Buch verlieh ihm 1170 für seine treuen Dienste Rechte innerhalb seines Propsteibezirks, die er auch 1171 bestätigte (Thiel Nr. 24 und 25, S. 108ff). Diese Einkünfte konnte er für die Aufbesserung aller Präbende verwenden (Gudenus I S. 260ff). |
| Adelhardus                                     |          | 1182    |      | Der Stiftskanoniker Warmund von Wallstadt erwarb 1181 sein Haus und schenkte es dem Kapitel (Gudenus I S. 273). Adelhardus starb am 25. August 1182 und vermachte dem Stift eine Mühle in Damm mit den dazu gehörigen Feldern, ein Haus und einen Garten vor der Stadt. |
| Wortwin                                        | 1183     | 1198    |      | Verfasser mehrerer Urkunden. In einer Urkunde vom 21. Dezember 1184 nimmt Papst Lucius III. Propst Wortwin und die Kanoniker von Aschaffenburg in seinen apostolischen Schutz. Hier werden die Besitzungen des Stiftes bezeichnet. Mit dieser Urkunde feierten zahlreiche Gemeinden um Aschaffenburg ihre Ersterwähnung vor mehr als 800 Jahren. |
| Heinrich von Rieneck                           | 1209     | 1213    |      | 1213 wird Heinrich als Graf von Rieneck und Propst von Utrecht und Aschaffenburg urkundlich erwähnt; † 1271 als Graf von Duren (Amrhein S. 62). |
| Theoderich                                     |          | um 1220 |      | In der Urkunde vom 21. Juli 1220 erlaubt Propst Theoderich von Aschaffenburg den Besitzerwerb von Heinrich Marschalk von Lauer; dort wird er auch als Dekan von St. Maria ad Gradus (Mainz) genannt (Thiel Nr. 43, S. 162), † 9. August nach 1223. |
| Siegfried von Eppstein                         |          | 1224    |      | Der Neffe des Mainzer Erzbischofs Siegfried II. von Eppstein (1165–1235), * um 1194, wurde um 1220 Domherr in Mainz, Propst von St. Bartholomäus (Frankfurt am Main) und von St. Peter und Alexander (Aschaffenburg). Er wird in einer Urkunde von 1224 erwähnt. Gegen Ende des Jahres (Oktober oder November) 1230 wurde er als Nachfolger seines Onkels zum Erzbischof von Mainz gewählt (Gudenus II S. 311). |
| Burkardus                                      |          | 1231    |      | Propst Burkardus bestätigt 1231 die Stiftung des Katharinenaltars durch den Aschaffenburger Kanoniker Heinrich Hager (Thiel Nr. 56, S. 187); auch wird er 1236 und 1249 urkundlich erwähnt (Amrhein S. 64). |
| Werner von Eppstein                            | 1257     | 1262    |      | Neffe der beiden Siegfried, * um 1225, wurde schon 1248 Propst von Mariagreden, 1249 von St. Peter (Mainz) und 1257 von St. Peter und Alexander in Aschaffenburg; beurkundete dort 1257 und 1262, wurde 1259 zum Erzbischof von Mainz gewählt. Er bestimmte, dass nur Mainzer Domherren künftig Stiftspröpste werden können; † 2. April 1284 in Aschaffenburg (Amrhein S. 64). |
| Symon von Schöneck                             | 1273     |         |      | Kanoniker und 1267 Dechant im Mainzer Dom, 1268 Propst in St. Viktor zu Mainz inkorporierte 1273 die Pfarrei Beatae Mariae Virginis (BMV) und ihre Filialen (Thiel Nr. 88ff, S. 241ff); 1279 die Pfarrei Obernburg am Main, die Pfarrei Sailauf sowie die Pfarrei St. Agatha (Aschaffenburg) zum Stift (Thiel Nr. 99, S. 259). 1283 zum Bischof von Worms gewählt, † 22. Oktober 1291 im Kloster Frankenthal (Pfalz). |
| Johannes Rauhgraf am Rhein                     | 1283     |         |      | Bestätigte am 21. Dezember 1283 die Inkorporation seines Vorgängers (Thiel Nr. 112, S. 281). |
| Eberhard von Basel                             | um 1288  | 1297    |      | Eberhard kam im Gefolge Heinrichs von Isny, dem Bischof von Basel, der 1286 zum Erzbischof von Mainz gewählt wurde, nach Mainz (Gudenus II S. 318). Er wurde Custos am Dom zu Mainz und wird urkundlich 1290 als Propst von St. Peter und Alexander, Aschaffenburg genannt (Thiel) Nr. 137 S. 313. Als Todestag wird der 29. Mai genannt, ein Todesjahr ist nicht bekannt, war aber 1317 verstorben S. 67. |
| Sigfrid Graf von Solms                         | 1299     | 1317    |      | Domherr zu Mainz und Propst in Mockstadt; 1299 Propst in Aschaffenburg, er wird urkundlich 1311, 1313, 1316; am 9. November 1316 inkorporiert er die Pfarrei Somborn (Freigericht), deren Patronatsrecht bei der Propstei lag (Thiel Nr. 238ff, S. 489ff), † 5. November 1317 (Amrhein S. 69). |
| Johannes von Kirchhof                          | 1317     | 1351    |      | Johannem de Treveri dictum Kirchoven (aus Trier), Neffe des Erzbischofs Peter von Aspelt wurde am 10. Dezember 1317 Kanoniker im Dom zu Mainz und Propst in der Liebfrauenkirche, dem Erfurter Dom und zugleich Propst im Stift St. Peter und Alexander in Aschaffenburg, 1320 tauschte er die Kurie „der Bienenbecher“ gegen den Propsteihof ein; 1329 erhob er die Kustodie im Stift zur Prälatur, in mehreren Urkunden ist er als Propst von Aschaffenburg und von Erfurt bezeugt, † 12. Juli 1351 (Amrhein S. 69). |
| Nikolaus von Stein I.                          | 1351     | 1354    |      | Am 16. Dezember 1351 stimmt der Propst und Archidiakon Nikolaus von Stein zu, dass die Pfarrei Bürgstadt dem Domkapitel zu Mainz inkorporiert wird (Amrhein S. 70). |
| Lutherus von Buches (auch Büches)              | 1354     | 1359    |      | Kanonikus im Dom zu Mainz, erhielt 1354 durch Abtretung des Emich von Lorch die Pfarrei Bischofsheim an der Tauber, 1355 durch Abtretung die Pfarrei Bürgstadt und 1356 durch Resignation des Kölner Domherrn Adolph von Virneburg die Pfarrei Wallstadt, † 20. Oktober 1359 (Amrhein S. 70). |
| Nikolaus von Stein II.                         | 1370     |         |      | Kanoniker im Dom und in St. Viktor zu Mainz. |
| Johannes Hofward von Kirchheim                 | 1388     | 1418    |      | Kanoniker im Dom zu Mainz und Würzburg, Stiftsherr in Fritzlar und Präfekt (Kirchenrecht) in Nieder-Olm, † 14. August 1418 (Amrhein S. 71). |
| Johannes Bonning                               | 1418     | 1426    |      | Kapitular und Dechant St. Peter und Alexander in Aschaffenburg. Entgegen der von Erzbischof Werner von Eppstein erlassene Wahlbestimmung wählte das Aschaffenburger Kapitel ihn zum Propst und erlangte durch Papst Martin V. (1417–1431) das unbeschränkte Wahlrecht wieder. Verstorben am 22. August 1426; er vermachte dem Stift 200 Goldgulden, einem Kelch und silberne Gefäße (Amrhein S. 72). |
| Johannes von Rodenstein                        | 1426     | 1447    |      | Seit 1398 Kanoniker im Dom zu Mainz, 1425 Propst zu Fritzlar und 1426 Propst in Aschaffenburg † 1. April 1447 (Amrhein S. 72). |
| Konrad Rau von Holzhausen                      | 1447     | 1464    |      | Bereits 1411 Kanoniker und 1448 Kantor im Dom zu Mainz, bereits 1447 Propst in Aschaffenburg, † 17. März 1464 (Amrhein S. 72/73). |
| Richard von Oberstein (auch von Stein)         | 1464     | 1487    |      | Kanoniker im Dom zu Mainz, dort auch Dechant (1459–1474), † 13. Mai 1487. Er wurde in der Nikolaikapelle im Dom begraben (Amrhein S. 73), Bruder des Speyerer Domherrn Andreas von Oberstein. |
| Heinrich von Henneberg                         | 1487     | 1512    |      | Scholastiker im Straßburger Münster, Propst in St. Gumbertus (Ansbach) und Kanoniker im Bamberger Dom. Er erhielt die Propstei in Aschaffenburg nicht durch Wahl, sondern durch seinen Bruder Erzbischof Berthold von Henneberg (1441–1504) und Papst Innozenz VIII. (1484–1492), er resignierte 1512 zu Gunsten seines Vetters Georg (Amrhein S. 73). |
| Georg Graf von Henneberg                       | 1512     | 1526    |      | Kanoniker im Mainzer Dom, Straßburger Münster und im Kölner Dom. Als Archidiakon übertrug er am 1. September 1522 dem Aschaffenburger Kanoniker Cyriakus Lang die Visitation der Kirchen im Propsteibezirk und ernennt ihn zu seinem „Commisarius“. Er starb vor dem 24. August 1526 (Amrhein S. 74). |
| Livinus von Veltheim                           | 1526     | 1531    |      | Der Doktor beider Rechte war Propst in Hildesheim, Goslar, St. Bonifaz Halberstadt und Friedland; Kanoniker im Dom zu Mainz (1522), Halberstadt, Hildesheim und Hamburg; päpstlicher Kämmerer und Protonotar des Heiligen Stuhls. Die Propstei Aschaffenburg erhielt er 1526 kraft päpstlichem Gnadenerweis durch die Fürsorge des Mainzer Erzbischofs Kardinal Albrecht von Brandenburg, der ihn am 25. September 1529 zu seinem Hofkaplan ernannte. Da der Propst wegen seiner vielseitiger Aufgaben nicht in Aschaffenburg residieren konnte, bestellte er am 12. September 1526 den Stiftsscholaster Conrad Rucker zu seinem Kommissar. † 8. Mai 1531 in Hildesheim, sein Epitaph befindet sich in der Dreikönigskapelle des Hildesheimer Doms (Amrhein S. 74). |
| Valentin von Teutleben (Tettenleben, Tetleben) | 1531     | 1551    |      | Der Doktor beider Rechte war Propst von St. Bartholomäus (Frankfurt am Main) und zu Lebus, 1523 Kanoniker im Dom zu Mainz, Magdeburg, Hildesheim und 1532 von St. Peter und Alexander (Aschaffenburg); er war auch Generalvikar des Erzbischofs Albrecht von Mainz (Gudenus II S. 431). Vom Kapitel zum Propst gewählt und am 29. Mai 1531 von Erzbischof Albrecht bestätigt, wurde er am 16. Juni 1531 in St. Peter und Alexander (Aschaffenburg) installiert. 1537 wählte ihn das Domkapitel von Hildesheim zum Bischof. Er behielt aber die Propstei Aschaffenburg bis zu seinem Tode. Im Zuge der Reformation musste er das Bistum Hildesheim verlassen und ging nach Mainz ins Exil, dort starb er am 28. April 1551.                                          |
| Kaspar Hoyer                                   | 1551     | 1581    |      | Ebenfalls Doktor beider Rechte war er Dompropst in Brixen; er erhielt die Propstei Aschaffenburg in päpstlichem Schutz war aber nie in der Stadt, er ließ sich durch einen Dekan vertreten, die Archidiakonatsgeschäfte besorgte ein Kommissar; er starb im Dezember 1581 (Amrhein S. 77). |
| Jodokus Cammerer                               | 1582     | 1588    |      | * 1553 in Seligenstadt, war er Kanoniker in Aschaffenburg und besaß die Vikarie „S. Clementis“ im Dom zu Mainz. Der Inhaber dieser Vikarie, welche der Kaiser zu besetzen hatte, folgte im Rang unmittelbar nach den Domherren. Am 24. Februar 1582 wählten ihn seine Mitkapitularen zum Propst von St. Peter und Alexander, dessen erzbischöfliche Bestätigung am 23. April des gleichen Jahres erfolgte. Im Konflikt mit dem Kapitel der zu Ungunsten des Propstes entschieden wurde, legte Cammerer die Propsteiwürde nieder. Für seine Verdienste erhielt er von Erzbischof Wolfgang von Dalberg die Dechantei. |